# HD66041
HD66041 — хімічно пекулярна зоря спектрального класу A4, що має видиму зоряну величину в смузі V приблизно  8,9.
Вона  розташована на відстані близько 1614,6 світлових років від Сонця.